# Jordpassage (Saturnus)
Jordpassage benämns det som inträffar när vår egen planet Jorden passerar framför solen sett från Saturnus, men även från Mars, Jupiter, Uranus och Neptunus. Jorden kan då ses som en liten svart skiva som långsamt rör sig över solens yta.
Den senaste Jordpassagen från Saturnus skedde den 13 januari 2005 och nästa kommer att inträffa den 20 juli 2020.
Den synodiska perioden för Jorden och Saturnus är 378,107 dygn. Den kan beräknas med formeln 1/(1/P-1/Q) där P är jordens sideriska omloppstid (365,25636 dygn) och Q är Saturnus omloppstid (10746,940 dygn).

## Tidtabell för Jordpassager från Saturnus[2]
Jordpassagerna inträffar vanligtvis med 14,5 års eller 29 års mellanrum.
| Datum för passage |
| ----------------- |
| 13 juli 1931      |
| 12 januari 1946   |
| 19 juli 1961      |
| 14 juli 1990      |
| 13 januari 2005   |
| 20 juli 2020      |
| 16 juli 2049      |
| 16 januari 2064   |
| 11 juli 2078      |
| 9 januari 2093    |